# 2014 en Inde
Chronologie de l'Inde
- 2010
- 2011
- 2012
- 2013
- 2014
- 2015
- 2016
- 2017
- 2018

Cette page concerne les évènements survenus en 2014 en Inde :

## Évènement
- Lancement des satellites GSAT-14 (en), GSAT-16 (en), IRNSS-1B et IRNSS-1C.
- 21 janvier : Viol collectif de Birbhum (en)
- 7 avril-12 mai : Élections législatives
- 10 mai : Émeutes de Meerut (en)
- 27 mai : Viol collectif de Badaun (en)
- 7 décembre : Plus grand drapeau humain de l'Inde (en)
- 23 décembre : Massacres de Kokrajhar et Sonitpur

## Cinéma
- 24 janvier : 59e cérémonie des Filmfare Awards

### Sorties de films
- Anjaan
- Bang Bang!
- Bewakoofian
- Court
- Creature 3D
- Dedh Ishqiya
- Ek Villain
- Entertainment
- Finding Fanny
- The Good Lie
- Haider
- Happy New Year
- Hasee Toh Phasee
- Highway
- Kaaka Muttai
- Khoobsurat
- Kick
- Kochadaiiyaan
- M Cream
- Margarita, with a Straw
- Mary Kom
- Need for Speed
- PK
- Punjab 1984
- Queen
- Ramanujan
- Singham Returns
- Sunrise
- Titli, une chronique indienne
- Unfreedom

## Littérature
- The Bad Boys of Bokaro Jail (en), roman de Chetan Mahajan.
- Dancing with Demons (en), roman de Nidhie Sharma.
- The Emperor's Riddles (en), roman de Satyarth Nayak (en).
- Half Girlfriend (en), roman de Chetan Bhagat (hi).
- Inga (en), roman de Poile Sengupta (en).
- Jasmine Days (en), roman de Shahnaz Habib (en).
- Kalyug (en), roman de R. Sreeram.
- Karma (en), roman de Karanam Pavan Prasad (en).
- The Lives of Others (en), roman de Neel Mukherjee.
- Losing My Religion (en), roman de Vishwas Mudagal (en).
- The Mahabharata Quest: The Alexander Secret (en), roman de Christopher C. Doyle.
- The Mysterious Ailment of Rupi Baskey (en), roman de Hansda Sowvendra Shekhar (en).
- Yaana (en), roman de S. L. Bhyrappa (en).

## Sport
- Championnat d'Inde de football 2013-2014
- Championnat d'Inde de football 2014-2015
- Indian Super League
- 10-18 janvier : Finale de la ligue mondiale de hockey sur gazon masculin
- 18-29 janvier : Jeux de la Lusophonie
- 7-23 février : Participation de l'Inde aux Jeux olympiques d'hiver à Sotchi
- 18 mai-25 mai :
  - Championnat du monde de badminton par équipes féminines
  - Championnat du monde de badminton par équipes masculines
- 3-6 juillet : CCI International (squash)
- 6-14 décembre : Champions Trophy masculin (Hockey sur gazon)
- 30 décembre 2013-5 janvier : Tournoi de tennis de Madras

## Décès
- Mrinal Das (en), syndicaliste.
- Uday Kiran (en), acteur.
- Dhananjay Mahato (en), activiste.
- Sitaram Singh (en), personnalité politique.
- K. P. Udayabhanu (en), chanteur.